# Antonius Andreas
Antonius Andreas (nascido por volta de 1280, Tauste, Aragão, morre em 1320) foi um franciscano espanhol, discípulo de João Duns Escoto.
Ensinava na Universidade de Leiden em 1315. Foi apelidado de Doctor Dulcifluus, ou Doctor Scotellus, usados também para Pedro de Áquila.
- Este artigo foi inicialmente traduzido, total ou parcialmente, do artigo da Wikipédia em inglês cujo título é «Antonius Andreas».